# 나카무라 겐조
나카무라 겐조(일본어: 中村 兼三, 1973년 10월 18일~)는 일본의 유도 선수, 지도자이다. 1996년 하계 올림픽 라이트급 금메달을 획득했으며 세계 선수권 대회에서 금메달 1개를 획득했다. 
형인 요시오와 유키마사도 일본 국가대표 유도 선수로 활동하여 "나카무라 3형제(中村三兄弟)"로 알려져 있다.